# 岛尾敏雄
岛尾敏雄（英語：Toshio Shimao, 1917年4月18日—1986年11月12日）是一位日本小说家，二战时曾担任第18震洋特攻队队长。驻扎在奄美群岛的加计吕麻岛。

## 生平
1917年出生在日本神奈川县横滨市一个从事绢织物出口的贸易商家中，1940年进入九州帝国大学学习经济学，第二年转为学习东洋史。1944年10月担任第18震洋特攻队队长。部署在奄美群岛的加计吕麻岛，1946年与妻子岛尾美保结婚。1947年担任神户市外国语大学世界史讲师。1948年长子岛尾伸三出生。1958担任鹿儿岛县立图书馆奄美分馆首任馆长。
1986年11月12日因脑梗塞在鹿儿岛市逝世，享年69歲。

## 荣誉
1960年出版描述家庭生活的作品《死之棘》，获得第一届文部省艺术选奖。1978年获得读卖文学奖，1983年获得川端康成文学奖，1985年获得野间文艺奖。1990年根据小说改编的电影《死之棘》获得戛纳电影节主竞赛单元金棕榈奖提名。